# Aphaenogaster avita
Aphaenogaster avita é uma espécie de inseto do gênero Aphaenogaster, pertencente à família Formicidae.